# هریس سفروویچ
هارس سفروویچ (بوسنیایی: Haris Seferović؛ زاده ۲۲ فوریهٔ ۱۹۹۲) یک بازیکن فوتبال اهل سوئیس با تباری بوسنیایی است.
وی همچنین در تیم ملی فوتبال سوئیس بازی کرده‌است.